# Malvales
Malvales es un orden de eudicotiledóneas perteneciente al clado de las málvidas que se caracteriza por tener flores hipóginas, generalmente dialipétalas, con carpelos soldados. Las malvales se caracterizan por tener hojas generalmente palmatinervias, más o menos recortadas y a veces compuestas (digitadas), con un indumento frecuentemente constituido por pelos estrellados. Tienen pétalos libres o soldados en la base, de prefloración contorta, y se observa una clara tendencia a la polistemonia (el número de estambres es superior a los 10 que tienen las especies más primitivas), teniendo los estambres una marcada tendencia a soldarse por sus filamentos, llegando a formar en algunas familias una columna (tubo estaminal) que envuelve al estilo.